# Чайка (стадіон)
«Стадіон Чайка» — колишній футбольний стадіон у місті Севастополь. Стадіон був домашньою ареною клубу «Чайка», що виступав на чемпіонатах України та СРСР.

## Історія
Після спорудження в 1930-х роках стадіон «Чайка» був головним міським стадіоном. Стадіон був домашньою ареною футбольного клубу «Чайка», команда й стадіон були «заводськими» та утримувалися Севморзаводом. Стадіон був побудований поруч із мікрорайоном Жилкомбінат, в якому жили робітники Севморзаводу. Під час Німецько-радянської війни стадіон був зруйнований, але в 1964 році був відновлений.
12 квітня 1990 року на стадіоні «Чайка» провела свій перший офіційний домашній матч Жіноча збірна СРСР із футболу.
У 1995 році стадіон був визнаний аварійним, а в кінці 1990-х був розібраний. У даний час, на місці стадіону розташований однойменний ринок.